# Aliance pro Švédsko
Aliance pro Švédsko (švédsky: Allians för Sverige) je politické spojenectví politických stran ve Švédsku. Aliance se skládá ze čtyř středo-pravicových stran.

## Historie

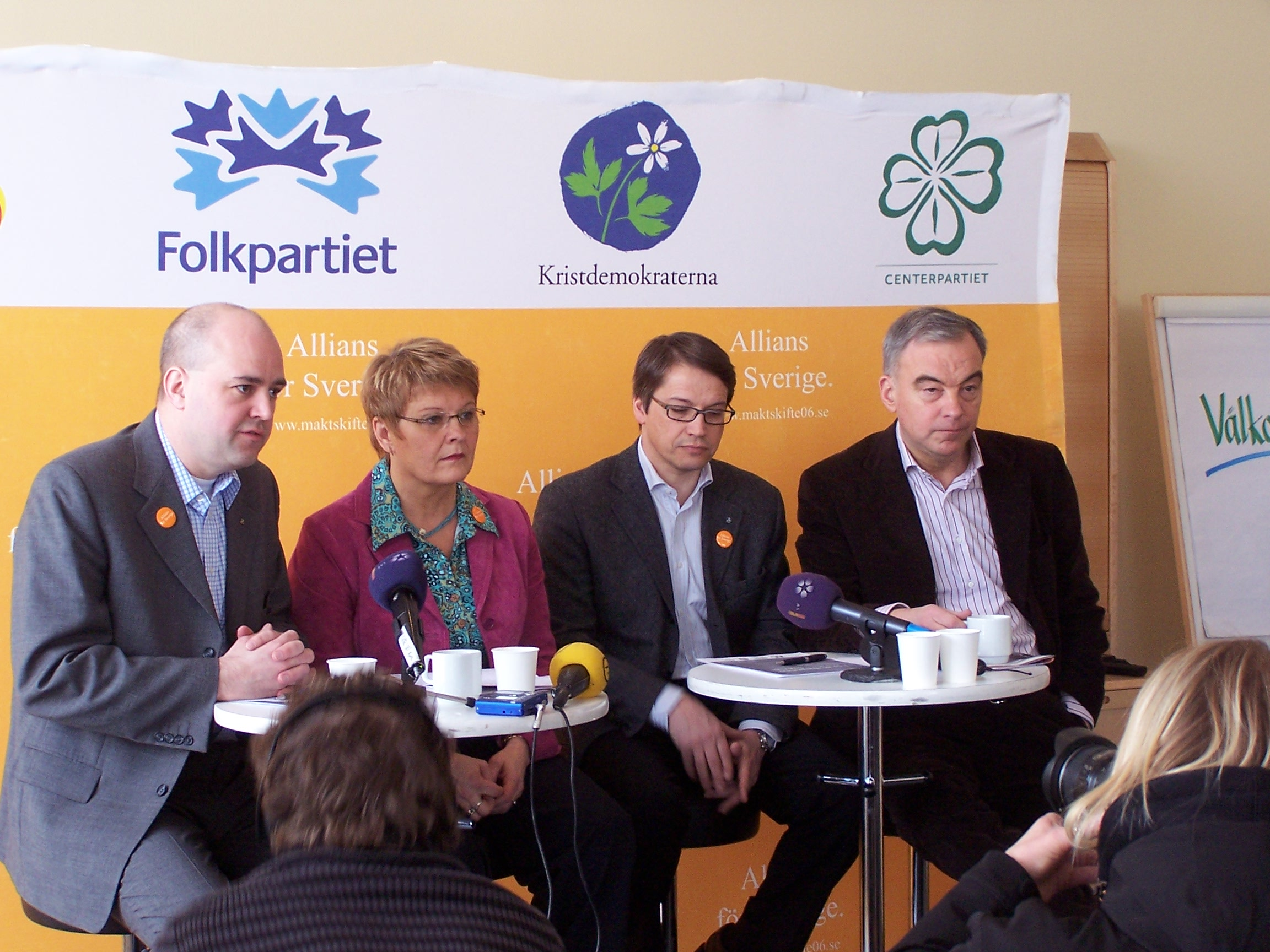
Aliance pro Švédsko na tiskové konferenci v Sundsvallu během cesty autobusem 6.–7. března 2006. Zleva doprava: Fredrik Reinfeldt, Maud Olofssonová, Göran Hägglund a Lars Leijonborg

Aliance se začala utvářet již v srpnu roku 2003, kdy Maud Olofssonová hrající vůdčí roli při formování aliance zorganizovala summit vůdců středopravých stran na své farmě v Hogforsu v severním Švédsku v srpnu 2004.

## Členové aliance
- Umírněná strana Moderaterna je liberálně konzervativní strana, kterou vede Fredrik Reinfeldt. V současné době má 107 z 349 křesel.
- Liberální lidová strana Folkpartiet liberalerna je sociálně-liberální strana, kterou vede Jan Björklund. V současné době má 24 z 349 křesel.
- Strana středu Centerpartiet je agrární strana, kterou vede Maud Olofssonová. V současné době má 23 z 349 křesel.
- Křesťanští demokraté Kristdemokraterna je křesťansko-demokratická strana, kterou vede Göran Hägglund. V současné době má 19 z 349 křesel.